# The Velvet Underground (musikalbum)
The Velvet Underground är The Velvet Undergrounds tredje album, inspelat 1968 och släppt 1969. 
Albumet var det första med Doug Yule som basist sedan John Cale slutat. I och med detta brukar man också förklara varför albumet har ett sådant lugnt sound till skillnad från gruppens tidigare album, i synnerhet det föregående White Light/White Heat. Cale var avantgarde-musikern i gruppen.

## Låtlista
Alla låtar är skrivna av Lou Reed.
Sida ett
1. "Candy Says" - 4:04
2. "What Goes On" - 4:55
3. "Some Kinda Love" - 4:03
4. "Pale Blue Eyes" - 5:41
5. "Jesus" - 3:24

Sida två
1. "Beginning to See the Light" - 4:41
2. "I'm Set Free" - 4:04
3. "That's the Story of My Life" - 2:04
4. "The Murder Mystery" - 8:56
5. "After Hours" - 2:07